# Becenc fosc

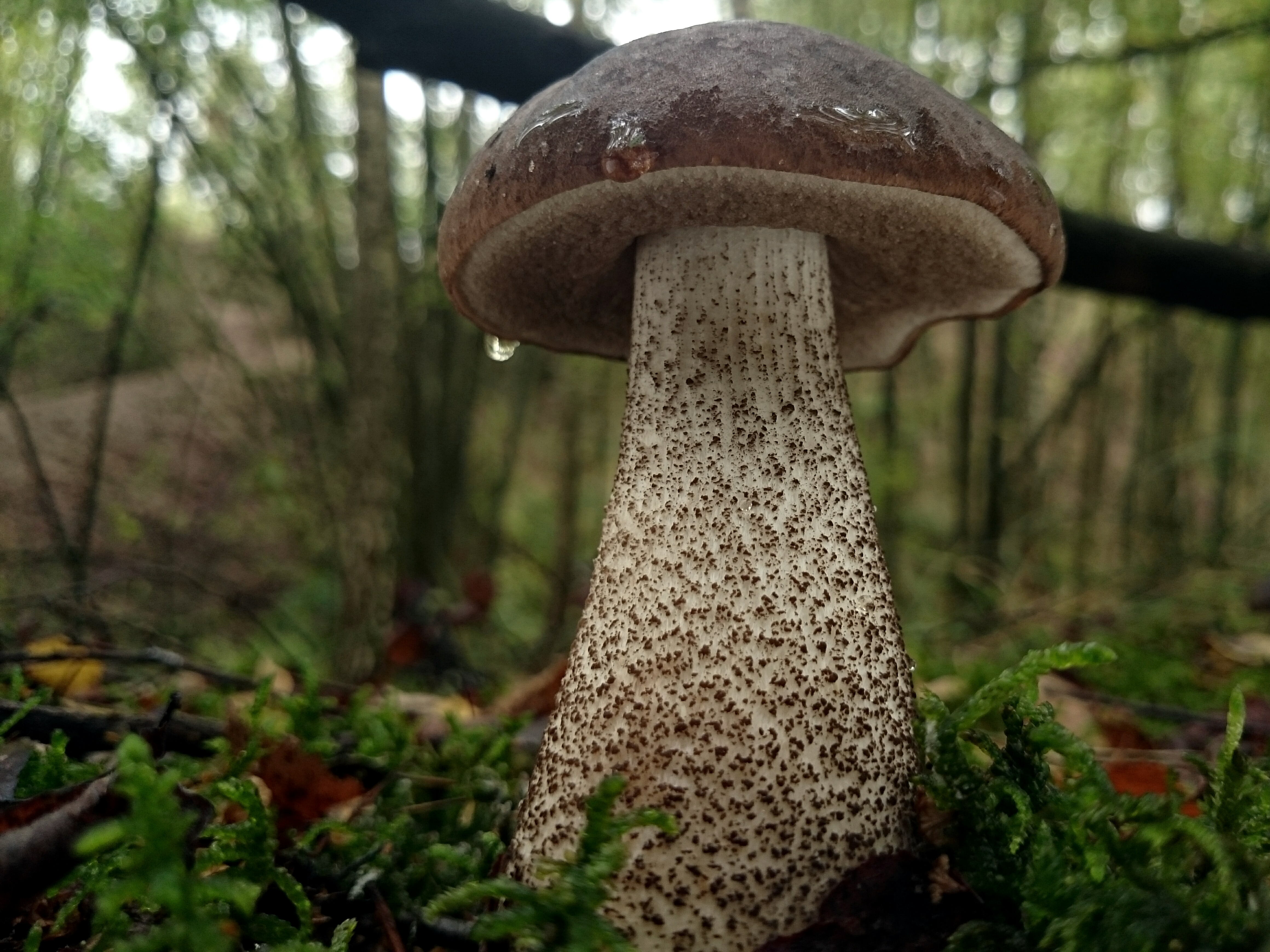
Becenc fosc mostrant els aspres negrosos de la cama [Leccinum melaneum (Smotl.) Pilát & Dermek 708657

El becenc fosc (Leccinum melaneum) és una espècie de fong de l'ordre dels boletals (Boletales). És un molleró d'aspecte similar al becenc (Leccinum scabrum), més rar, del que es diferencia pel color fosc dels aspres de la superfície de la cama.

## Morfologia
Barret convex, de bru tabac a bru fosc, gairebé negre en els joves; color uniforme; de 5 – 12 cm de diàmetre; superfície untuosa en temps humit, feltrada en temps sec; marge no excedent, enter.
Tubs blanquinosos en el jove, grisencs amb l'edat; brunencs al frec; porus blanquinosos en el jove, grisencs amb l'edat; brunencs al frec.
Cama sovint esvelta, a vegades rabassuda, de llargada similar al diàmetre del barret; superfície mai blanca, de grisenca a negrosa, aspres negrosos, sovint fines; esquames menys marcades i més pàl·lides cap a la part alta de la cama; superfície del peu sempre sense taques verd blavoses.
Carn de blanca a cremosa, groga al peu; amb el temps rosàcia a la part alta de la cama; al peu sense taques blau verdoses.

## Hàbitat
Creix des de finals d'estiu a tardor; en sòls àcids; a muntanya, exclusivament vora bedolls, en marges de prats i clarianes de pinedes de pi roig.

## Comestibilitat
Comestible; per la seva raresa es recomana no collir-lo.

## Analítica
- Carn formol+: rosa salmó.